# Râu Alb de Jos, Dâmbovița
Râu Alb de Jos este satul de reședință al comunei Râu Alb din județul Dâmbovița, Muntenia, România.
 Acest articol despre o localitate din județul Dâmbovița este deocamdată un ciot. Puteți ajuta Wikipedia prin completarea lui.